# CV Logroño
CV Logroño (fullständigt namn på spanska: Club Voleibol Logroño, före 2015 Club Voleibol Murillo) var en volleybollklubb (damer) från Murillo (2004-2015) och Logroño (2015-2020) i Spanien. Klubben grundades 2004 med ett ungdomslaget. Året efter skapades ett seniorlag som snabbt tog sig igenom seriesystemet. Genom att vinna Superliga 2 2010-2011 kvalificerade sig klubben för spel i högsta divisionen, Superliga, följande säsong. 
Laget etablerade sig direkt i ligans översta skikt. Efter att ha varit nära de första två åren lyckades laget säsongen 2013/2014 vinna sina första titlar då det först vann supercupen, sedan spanska cupen och slutligen spanska mästerskapet. Det var början på en era där klubben dominerade spansk damvolleyboll. Med undantag för säsongen 2016/2017 då laget förlorade finalerna i supercupen och spanska cupen vann laget samtliga spanska titlar de tävlade om tills klubben sommaren 2020. Då lades klubben, som ledde serien när tävlingarna avbröts p.g.a. COVID-19-pandemin, ner av ekonomiska skäl och sålde sin spellicens till Sayre Mayser. 